# Coupe du Maroc de football 2019-2020
Navigation
Coupe du Trône 2018-2019 Coupe du Trône 2020-2021
La Coupe du Trône 2019-2020 est la 64e édition de la Coupe du Trône de football.
Le tenant du titre est le TAS.
Le vainqueur se qualifie pour le tour préliminaire de la Coupe de la confédération. Si ce vainqueur a déjà garanti sa place dans une des deux compétitions africaines (en finissant parmi les 3 premiers du championnat), le finaliste perdant récupère cette place qualificative à la Coupe de la confédération. Si le finaliste a aussi fini parmi les 3 premiers du championnat, c'est l'équipe classée quatrième du championnat qui hérite de la place qualificative.
À l'instar du championnat, le début de la coupe est repoussé jusqu'en décembre, à cause de la pandémie de Covid-19. C'est la première fois depuis 2011 que la finale de la compétition ne sera pas jouée le jour de la fête d'indépendance du royaume, le 18 novembre.

## Résultats
Les résultats sont les suivants,,.

### Seizèmes de finale
| Date             | Équipe 1                 | Résultat        | Équipe 2             |
| ---------------- | ------------------------ | --------------- | -------------------- |
| 29 décembre 2020 | AS Salé                  | 1 - 3 a. p.     | CA Khénifra          |
| 29 décembre 2020 | DH El Jadida             | 2 - 1           | Ittifaq Marrakech    |
| 30 décembre 2020 | Difâa Hamria de Khénifra | 0 - 2           | Maghreb AS           |
| 30 décembre 2020 | Union Sidi Kacem         | 1 - 1 (5-4 tab) | IZ khémisset         |
| 30 décembre 2020 | Wydad Serghini           | 1 - 0           | Olympique Youssoufia |
| 30 décembre 2020 | OC Khouribga             | 0 - 1           | Wydad AC             |
| 30 décembre 2020 | MA Tétouan               | 0 - 0 (5-3 tab) | Fath US              |
| 1er janvier 2021 | KAC Marrakech            | 3 - 1           | Mouloudia Dakhla     |
| 1er janvier 2021 | RS Berkane               | 2 - 0           | CAY Berrechid        |
| 1er janvier 2021 | Raja CA                  | 2 - 1 a. p.     | Wydad de Fes         |
| 2 janvier 2021   | SCC Mohammedia           | 1 - 0           | Rachad Bernoussi     |
| 2 janvier 2021   | IR Tanger                | 3 - 0           | MC Oujda             |
| 2 janvier 2021   | OC Safi                  | 0 - 1           | Rapide Oued-Zem      |
| 3 janvier 2021   | Raja de Béni Mellal      | 2 - 0           | RCA Zemamra          |
| 3 janvier 2021   | HUS Agadir               | 2 - 1           | Chabab Ben Guerir    |
| 3 janvier 2021   | AS FAR                   | 1 - 1 (3-1 tab) | US Touarga           |

### Huitièmes de finale
| Match | Équipe 1        | Résultat        | Équipe 2            |
| ----- | --------------- | --------------- | ------------------- |
| 1     | RS Berkane      | 4 - 4 (3-4 tab) | Maghreb AS          |
| 2     | CA Khénifra     | 1 - 3           | MA Tétouan          |
| 3     | IR Tanger       | 1 - 1 (1-3 tab) | AS FAR              |
| 4     | Raja CA         | 2 - 0           | Union Sidi Kacem    |
| 5     | SCC Mohammedia  | 3 - 3 (5-3 tab) | DH El Jadida        |
| 6     | Rapide Oued-Zem | 1 - 4           | Wydad AC            |
| 7     | Wydad Serghini  | 1 - 1 (5-6 tab) | Raja de Beni Mellal |
| 8     | KAC Marrakech   | 1 - 1 (2-4 tab) | HUS Agadir          |

### Quarts de finale
| Match | Équipe 1            | Résultat        | Équipe 2       |
| ----- | ------------------- | --------------- | -------------- |
| 1     | Raja de Béni Mellal | 2 - 0           | HUS Agadir     |
| 2     | AS FAR              | 1 - 1 (5-3 tab) | Raja CA        |
| 3     | Wydad AC            | 4 - 0           | SCC Mohammedia |
| 4     | MA Tétouan          | 0 - 0 (7-6 tab) | Maghreb AS     |

### Demi-finales
| Match | Équipe 1            | Résultat        | Équipe 2   |
| ----- | ------------------- | --------------- | ---------- |
| 1     | Raja de Beni Mellal | 0 - 1           | AS FAR     |
| 2     | Wydad AC            | 2 - 2 (3-5 tab) | MA Tétouan |

### Finale
| Entraîneur :       |
| Abdellatif Jrindou |

| Entraîneur :      |
| Sven Vandenbroeck |

| Entraîneur :       |
| Abdellatif Jrindou |

| Entraîneur :      |
| Sven Vandenbroeck |